# Elżbieta Czaplińska-Mrozek
Elżbieta Maria Czaplińska-Mrozek (ur. 12 lutego 1955 w Tomaszowie Mazowieckim) – polska aktorka teatralna i filmowa; wykładowczyni, prorektorka Akademii Sztuk Teatralnych im. Stanisława Wyspiańskiego w Krakowie.

## Życiorys
Ukończyła w 1977 Wydział Aktorski PWSFTiT w Łodzi. W 2011 uzyskała na PWST w Krakowie habilitację ze sztuk teatralnych na podstawie pracy Próba diagnozy kondycji współczesnego człowieka na podstawie analizy zachowań i motywacji postępowania określonej zbiorowości ludzkiej sportretowanej przez Petra Zelenkę w Opowieściach o zwyczajnym szaleństwie. Od 2008 dziekan Wydziału Aktorskiego PWST we Wrocławiu. Od 2016 prorektor Państwowej Wyższej Szkoły Teatralnej im. Ludwika Solskiego w Krakowie, do spraw filii PWST we Wrocławiu.
Aktorka Teatru Polskiego we Wrocławiu (1977–1984, od 1988). W latach 1984–1985 występowała w Teatrze Współczesnym we Wrocławiu, w latach 1985–1988 w Teatrze im. Jaracza w Łodzi. Występuje także w filmach.